# Naeem Mubarak
Naeem Saad Mubarak Faraj (nascido em 1 de outubro de 1957) é um ex-futebolista da Seleção Kuwaitiana de Futebol.

## Carreira
Naeem Saad fez parte do elenco da histórica Seleção Kuwaitiana de Futebol da Copa do Mundo de 1982. 